# 음력 4월 27일
음력 4월 27일은 음력 4월의 27번째 날이다.

## 탄생
- 1962년 - 대한민국의 영화배우 최민식.

## 사망
- 2021년 -
  - 대한민국의 시인 문인수.
  - 대한민국의 축구선수 유상철.

## 같이 보기
- 음력 360일: 1월 2월 3월 4월 5월 6월 7월 8월 9월 10월 11월 12월
- 전날:4월 26일 다음날:4월 28일 - 전달:3월 27일 다음달:5월 27일
- 양력:4월 27일
- 음력, 윤달